# Matemática não-linear
Matemática não linear é um ramo que surgiu de um estudo detalhado de sistemas de equações não lineares. A matemática não linear utiliza alguns conceitos e estruturas fundamentais da matemática como sistemas de equações não lineares, funções não lineares e raízes de polinômios, são aplicadas em fenômenos físicos ou econômicos.

## Sistemas de equações não lineares
Em matemática, um sistema de equações não lineares é um conjunto limitado de equações não lineares, onde os polinômios não são de grau um, resultando em infinitas variáveis. É difícil de ser resolvido, porém há uma técnica chamada método de Newton-Raphson que nos ajuda a resolver mais facilmente esse sistema de equações não lineares. Ou seja, sistema de equações não lineares dificilmente resultam em apenas um resultado para y em função de x. Podemos observar também outros dois tipos de métodos para calcular um sistema de equações não lineares, estes são método do ponto fixo e o método da secante.
- fórmula do método do ponto fixo: xn+1 = g(xn)
- fórmula do método da secante: xn+1 = xn-f(xn) . xn - xn-1 / f(xn)-f(xn-1)

## Método de Newton-Raphson
0 método de Newton-Raphson foi criado por Isaac Newton e Joseph Raphson para que conseguissem calcular as raízes polinomiais de uma função não linear, após escolher um aproximado valor inicial para a função, calcula-se a equação da reta tangente da função e com isso calcula-se a intersecção com as abscissas, para assim achar uma variável aproximada para a raiz.
- fórmula do método de Newton-Raphson: xn+1 = xn - f(xn) / f '(xn)

## Funções não lineares
Podemos perceber em um gráfico quando a função é não linear, quando no resultado obtemos uma parábola, curvas ou retas não lineares, obtendo muitos valores de y para um x.

## Aplicações
Pode ser utilizado para explicar o funcionamento do cérebro humano, para saber que parte dele exerce mais ativação quando fazemos algo. Estes estudos são baseados na conta de diversos fatores, considerando componentes químicos, físicos e biológicos do cérebro, obtendo diversas variáveis, ou seja, um sistema não linear para cada cidadão pesquisado. Outros sistemas calculados da mesma forma, só que em sentidos diferentes são, socais, criptografia, telecomunicações, economia, linguística, e várias outras áreas também possuem aplicações dessas teorias.
Para esses sistemas não lineares tem-se os cálculos feitos através da entropia amostral e temporal, obtendo uma descrição no nível de complexidade e variedade durante o tempo.
A entropia calcula o valor médio da informação associada às várias facetas dos objetos, resultando em perda ou ganho de informação, quanto mais ganho melhor.
No mundo matemático se usa muito a matemática não linear, inclusive na matemática financeira, aonde as variáveis são muito grandes, variando por números positivos e negativos. Mostrando o saldo financeiro de uma cidade, país, pessoa, etc.

## Ligação Externa
http://wwwp.fc.unesp.br/~adriana/Numerico/SNLinear.pdf